# Trumpetfiskar
Trumpetfiskar (Aulostomidae) är en familj i ordningen spiggartade fiskar som består av ett enda släkte, Aulostomus, med tre arter. Med sin smala långsträckta kropp är det nästan omöjligt att förväxla dem med andra typer av fiskar. Individer som till viss del liknar trumpetfiskar finns bara i familjen Fistulariidae, men dessa fiskar är ännu smalare och saknar klara färger. Trumpetfiskar förekommer i olika färger, som oftast varierar utifrån vilka kulörer som är vanligt förekommande i deras biotoper. Enda undantag är arten Aulostomus chinensis som vanligen har en gul färg. Arter av familjer lever i tropiska havsområden, främst bland korallrev. Ungdjur finns även bland ansamlingar av bandtångsväxter.

## Levnadssätt

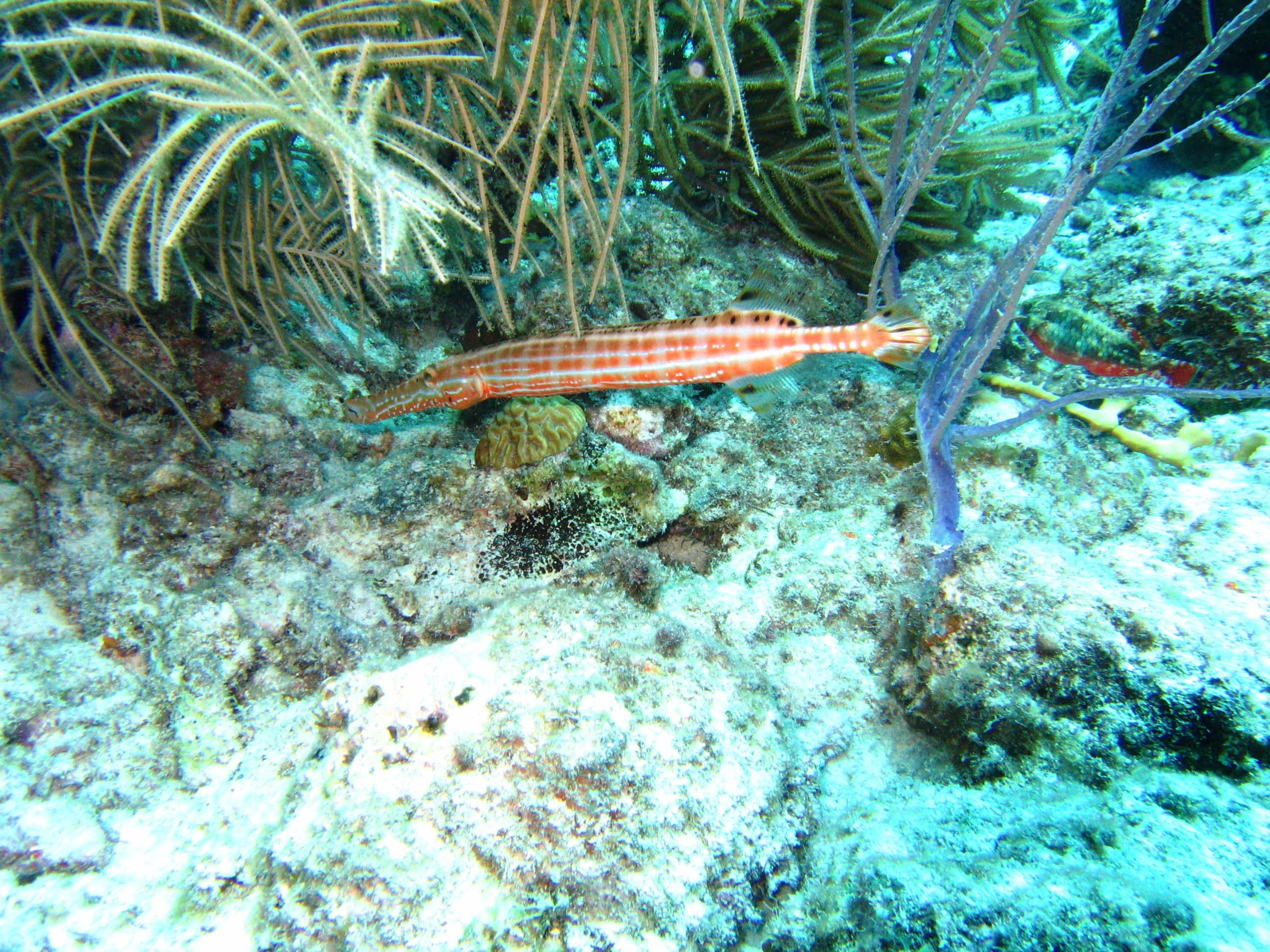
Atlanstisk trumpefisk utanför Curaçao

Ofta syns trumpetfiskar som står snett eller lodrätt i vattnet utan att röra sig märkbart. De livnär sig av mindre fiskar och byter under jakten blixtsnabb mellan orörlighet och snabba rörelser. Det är också vanligt att trumpetfiskar gömmer sig bland andra fiskar med samma färg för att komma åt sina byten. Den gula Aulostomus chinensis väljer därför ofta kaninfiskar som likaså har en gul kropp.

## Arterna
- Aulostomus chinensis blir upp till 80 centimeter lång och förekommer i Indiska oceanen och Stilla havet.
- Aulostomus maculatus blir upp till 100 centimeter lång och lever i västra Atlanten.
- Aulostomus strigosus når en kroppslängd omkring 75 centimeter och förekommer i östra Atlanten.